# Mosteiro de Phyang
O Mosteiro de Phyang, Gompa de Phyang, Mosteiro de Phiyang ou Mosteiro de Fiang é  um mosteiro budista tibetano (gompa) do Ladaque, noroeste da Índia. Situa-se na aldeia de Fiang, 15 km a oeste de Lé. Foi fundado em 1515 e, além do Mosteiro de Lamayuru, é a única gompa do Ladaque pertencente à seita Drikung Kagyu.
No complexo do mosteiro há vários santuários. Além de algumas pinturas murais com centenas de anos, a principal atração do mosteiro para os visitantes é um museu onde estão expostos ídolos, thangkas, armas de fabrico chinês, tibetano e mongol, etc. As peças mais antigas têm alegadamente mais de 900 anos.
No mosteiro celebra um festival anual, o Gang-Sngon Tsedup, entre o 17.º e o 19.º dia do primeiro mês do calendário tibetano. No segundo e terceiro dia do sexto mês do calendário tibetano há outro festival que inclui danças sagradas com máscaras (cham).

## História
Há pelo menos duas versões da história da fundação do mosteiro. Segundo uma delas, o local onde se situa atualmente o mosteiro em tempos fez parte de um conjunto de numerosas propriedades monásticas que foram oferecidas a Chosje Damma Kunga durante o reinado do Dharmaraja Jamyang Namgial. Em 1515, foi construído um mosteiro na colina de Phyang, conhecido como Tashi Chozong, o qual foi o primeiro estabelecimento da escola Drikung no Ladaque, cujos ensinamentos foram iniciados por Skyoba Jigsten Gonbo.
Segundo outra versão, o mosteiro foi fundado por Tashi Namgyal, que terá reinado no terceiro quartel do século XVI, embora a cronologia do Ladaque dessa época seja complicada, nomeadamente porque muito provavelmente alguns nomes foram omitidos nas crónicas quer por erros quer para deliberadamente fazer esquecer alguns eventos.